# Lepicerus bufo
Lepicerus bufo is een keversoort uit de familie Lepiceridae. De wetenschappelijke naam van de soort is voor het eerst geldig gepubliceerd in 1933 door Hinton.